# Carbeto de tungstênio
Carbeto de tungstênio (português brasileiro) ou Carboneto de tungsténio (português europeu) é um carboneto de fórmula química WC. É um composto químico inorgânico, pertencente ao grupo dos materiais compósitos, contendo partes  iguais de um material cerâmico (carbono) e um material metálico (tungstênio), podendo ser empregado, por exemplo como refletor de nêutrons ou usado em máquinas industriais, ferramentas, abrasivos,caso seja sinterizado, e também em joalheria.  Na sua forma mais básica encontra-se como um pó fino cinzento, 

#### História da Descoberta
A descoberta do tungstênio remonta ao século XVIII. Em 1781, o químico sueco Carl Wilhelm Scheele identificou um novo ácido, que ele chamou de ácido túngstico, derivado de um mineral pesado conhecido como "tung-sten" (pedra pesada, em sueco). Posteriormente, em 1783, os irmãos espanhóis Juan José e Fausto Delhuyar conseguiram isolar o tungstênio metálico a partir da volframita, confirmando a existência do novo elemento.
A produção industrial do carbeto de tungstênio iniciou-se na década de 1920, quando a empresa alemã Osram buscava substituir as caras matrizes de trefilação de diamante usadas na fabricação de fios de tungstênio. Esses esforços levaram à invenção do "metal duro", que logo foi fabricado e comercializado para diversas aplicações, onde sua alta resistência ao desgaste era especialmente crucial.

#### Propriedades[4]
O carbeto de tungstênio destaca-se por várias propriedades notáveis:
- Dureza: Possui uma dureza próxima à do diamante, tornando-o um dos materiais mais duros conhecidos.
- Resistência ao Desgaste: Altamente resistente à abrasão, erosão e desgaste por deslizamento, o que o torna ideal para aplicações que envolvem alto atrito.
- Estabilidade Térmica: Mantém suas propriedades mecânicas em temperaturas elevadas, com ponto de fusão em torno de 2.870 °C.
- Densidade: Apresenta uma densidade elevada, aproximadamente 15,6 g/cm³.

Aplicações
Devido às suas propriedades excepcionais, o carbeto de tungstênio é utilizado em diversas áreas:
- Ferramentas de Corte e Perfuração: Empregado na fabricação de brocas, fresas e outras ferramentas de corte que requerem alta durabilidade.
- Indústria de Mineração e Perfuração de Petróleo: Utilizado em equipamentos que demandam resistência ao desgaste e à corrosão.
- Joalheria: Devido à sua dureza e brilho, é usado na confecção de anéis e outros adornos que necessitam de alta resistência a arranhões.
- Componentes Industriais: Aplicado em anéis de vedação, buchas de desgaste, rolos tracionadores e roscas transportadoras, onde a resistência ao desgaste é essencial.